# Stretto di Haro
Lo Stretto di Haro è uno dei più grandi canali che connettono lo Stretto di Georgia allo Stretto di Juan de Fuca, separando l'Isola di Vancouver e le Isole del Golfo, appartenenti al Canada, dall'arcipelago statunitense delle San Juan.

## Definizione geografica
Il confine meridionale dello Stretto di Haro è formato da una linea immaginaria che va dall'Isola Discovery, a est di Victoria, fino a Cattle Point, a sud dell'Isola di San Juan. Il confine settentrionale va invece dal nord della Penisola di Saanich fino alla Baia di Mitchell presso l'Isola di San Juan.

## Fauna
Lo stretto ha una ricca fauna marina che include orche, leoni marini, foche e numerose specie di uccelli marini. Haro è molto importante per la pesca ai salmoni, che attraversano queste acque per risalire il fiume Fraser.

## Storia
Lo stretto di Haro - insieme alle isole del Golfo - è stato casa di popolazioni Salish come i Lummi, i Saanich e i Klallam, ma la sua naturale importanza come via d'acqua l'ha reso una rotta commerciale molto frequentata anche da altre popolazioni.
Il suo nome venne scelto nel 1790 da Manuel Quimper, comandante della nave spagnola Princesa Real, in onore dell'esploratore Gonzalo López de Haro. Nel 1791 Francisco de Eliza inviò José María Narváez in navigazione nello stretto, che verrà mappato nel 1792 da George Vancouver.
L'isola di D'Arcy, sul lato canadese dello stretto, nel 19º secolo venne utilizzata come colonia per immigrati cinesi colpiti da lebbra.

## Navigazione
Lo stretto di Haro è il più utilizzato per la navigazione dei tre maggiori canali che collegano lo Stretto di Juan de Fuca con lo Stretto di Georgia. Essendo molto più breve dello Stretto di Rosario, anche se più difficile da navigare in quanto meno riparato, lo Stretto di Haro è la via marittima principale per il porto di Vancouver per chi arriva dall'oceano aperto.